# Cratere Ermolova
Ermolova  è un cratere sulla superficie di Venere. Deve il suo nome a Marija Ermolova (in russo Мария Ермолова?), attrice russa.